# Noska
Die Noska (russisch Носка) ist ein 374 km langer linker Nebenfluss des Irtysch in der russischen Oblast Tjumen.

## Flusslauf
Die Noska hat ihren Ursprung in dem kleinen See Noskinbasch. Sie durchfließt das Westsibirische Tiefland anfangs in östlicher, später in nordöstlicher Richtung. Der wichtigste Nebenfluss, die Laima, trifft bei Flusskilometer 207 von rechts auf die Noska. Die Noska mündet schließlich in den Unterlauf des Irtysch – 30 km oberhalb dessen Mündung in den Ob.

## Hydrologie
Die Noska entwässert ein Areal von 8560 km². Die Noska wird in starkem Maß von der Schneeschmelze gespeist. In den Monaten April bis Juni führt die Noska Hochwasser. Von Ende Oktober bis Anfang Mai ist der Fluss eisbedeckt.
Der Unterlauf der Noska bildet ein Laichgebiet des Störs sowie ein Habitat der Maräne. Der Fischotter kommt im Flusssystem der Noska vor.